# Голубицька сільська рада (Ріпкинський район)
Го́лубицька сільська́ ра́да — адміністративно-територіальна одиниця та орган місцевого самоврядування в Ріпкинському районі Чернігівської області. Адміністративний центр — село Голубичі.

## Загальні відомості
Голубицька сільська рада утворена у 1989 році.
- Територія ради: 34,57 км²
- Населення ради: 676 осіб (станом на 2001 рік)

## Населені пункти
Сільській раді були підпорядковані населені пункти:
- с. Голубичі

## Склад ради
Рада складалася з 14 депутатів та голови.
- Голова ради: Нагуло Віктор Іванович
- Секретар ради: Коробко Тетяна Миколаївна

### Керівний склад попередніх скликань
| Прізвище, ім'я, по батькові | Основні відомості                                                         | Дата обрання | Дата звільнення |
| --------------------------- | ------------------------------------------------------------------------- | ------------ | --------------- |
| Нагуло Віктор Іванович      | Сільський голова, 1963 року народження, освіта вища, член Народної партії | 26.03.2006   | 31.10.2010      |
| Нагуло Віктор Іванович      | Сільський голова, 1963 року народження, освіта вища, член Народної партії | 31.10.2010   |                 |

Примітка: таблиця складена за даними сайту Верховної Ради України

### Депутати
За результатами місцевих виборів 2010 року депутатами ради стали:

#### За суб'єктами висування
| Суб'єкт висування                                       | Кількість обраних депутатів | %    |
| ------------------------------------------------------- | --------------------------- | ---- |
| Партія регіонів                                         | 6                           | 42,9 |
| Народна партія                                          | 3                           | 21,4 |
| Політична партія Всеукраїнське об'єднання «Батьківщина» | 3                           | 21,4 |
| Самовисування                                           | 1                           | 7,1  |
| Українська Народна Партія                               | 1                           | 7,1  |

#### За округами
| № округу                                                | Прізвище, ім'я, по батькові    | Дата визнання обраним | Освіта  | Партійна приналежність                        | Відомості про обраного депутата                  |
| ------------------------------------------------------- | ------------------------------ | --------------------- | ------- | --------------------------------------------- | ------------------------------------------------ |
| Народна Партія                                          |                                |                       |         |                                               |                                                  |
| 1                                                       | Іващенко Олександр Микалайович | 01.11.2010            | середня | позапартійний                                 | тимчасово не працює                              |
| 2                                                       | Коробко Тетяна Миколаївна      | 01.11.2010            | середня | позапартійна                                  | Голубицька сільська рада, секретар               |
| 13                                                      | Зюзя Надія Миколаївна          | 01.11.2010            | середня | позапартійна                                  | Голубицьке відділення зв'язку, листоноша         |
| Партія регіонів                                         |                                |                       |         |                                               |                                                  |
| 3                                                       | Гандиш Валентина Миколаївна    | 01.11.2010            | середня | член Партії регіонів                          | пенсіонер                                        |
| 4                                                       | Мазко Тетяна Михайлівна        | 01.11.2010            | середня | член Партії регіонів                          | тимчасово не працює                              |
| 6                                                       | Марченко Антоніна Романівна    | 01.11.2010            | вища    | член Партії регіонів                          | Голубицький центр зайнятості, головний бухгалтер |
| 8                                                       | Блоха Тетяна Миколаївна        | 01.11.2010            | вища    | член Партії регіонів                          | Голубицька сільська бібліотека, завідувачка      |
| 12                                                      | Данич Марія Олександрівна      | 01.11.2010            | вища    | член Партії регіонів                          | Голубицьке відділення зв'язку, начальник         |
| 14                                                      | Сушко Наталія Валентинівна     | 01.11.2010            | середня | член Партії регіонів                          | тимчасово не працює                              |
| Політична партія Всеукраїнське об'єднання «Батьківщина» |                                |                       |         |                                               |                                                  |
| 5                                                       | Кульгейко Галина Леонідівна    | 01.11.2010            | середня | член Всеукраїнського об'єднання «Батьківщина» | Голубицьке відділення зв'язку, листоноша         |
| 7                                                       | Вітченко Володимир Іванович    | 01.11.2010            | вища    | член Всеукраїнського об'єднання «Батьківщина» | тимчасово не працює                              |
| 10                                                      | Кульгейко Світлана Леонідівна  | 01.11.2010            | середня | член Всеукраїнського об'єднання «Батьківщина» | тимчасово не працює                              |
| Українська Народна Партія                               |                                |                       |         |                                               |                                                  |
| 11                                                      | Повозник Павло Вікторович      | 01.11.2010            | вища    | член Української Народної Партії              | тимчасово не працює                              |
| Самовисування                                           |                                |                       |         |                                               |                                                  |
| 9                                                       | Сусло Олег Іванович            | 01.11.2010            | вища    | позапартійний                                 | фермерське господарство «СОІ», керівник          |